# دوک‌نشین بزرگ لیتوانی
دوک‌نشین بزرگ لیتوانی دولتی اروپایی از سده سیزدهم میلادی تا سال ۱۵۶۹ میلادی بود که از ۱۵۶۹ میلادی تا ۱۷۹۵ به جزئی از مشترک‌المنافع لهستان-لیتوانی تبدیل شد.
این دوک‌نشین توسط لیتوانیایی‌ها، که یکی از قبایل بالتیک بودند، تأسیس شد. این دوک‌نشین سپس، قلمرو خود را به سوی روس کی‌یف و بقیهٔ قبایل اسلاو گسترش بخشید. منطقه‌ای که شامل کشورهای امروزی بلاروس، لیتوانی، لتونی، قسمت‌هایی از استونی، مولداوی، لهستان، روسیه و اوکراین می‌شود. این دولت در بیش‌ترین وسعت خود، به بزرگترین دولت اروپایی در قرن ۱۵ میلادی، تبدیل شد.